# Carchi 04 Fútbol Club
El Club Carchi 04 FC es un equipo de fútbol profesional de la ciudad de Tulcán, Provincia de Carchi, Ecuador. Fue fundado el 1 de enero de 2014. Su directorio está conformado por el presidente, vicepresidente, gerente y coordinador; su presidente es el Sr. Yaco Martínez, el vicepresidente es el Sr. Marco Bayardo Rodríguez Fuentes y el coordinador es el Sr. Delvis Wander Martínez Pérez. Se desempeña en el Campeonato Provincial de Segunda Categoría del Carchi, también en la Segunda Categoría del Campeonato Ecuatoriano de Fútbol.
Está afiliado a la Asociación de Fútbol Profesional del Carchi.

## Historia
El club tiene una historia reciente debido a que fue fundado el 1 de enero de 2014, su nombre tiene una historia en particular, Carchi 04 FC fue el nombre escogido y desde su creación ha sido relacionado mucho con el nombre del club alemán FC Schalke 04, pero la verdad es otra, el nombre se debe a sus fundadores que le buscaron dar identidad propia para que ya no sea relacionado con el club germano, el club se forma con la colaboración de las autoridades, empresarios y por supuesto directivos, ellos son quienes decidieron poner el nombre de 04 porque ese número representa el apellido de los fundadores más específicamente representa el número de cédula de identidad de los creadores.
Así es como se formó el club, la idea de participar en torneos de Segunda Categoría con jugadores del medio local fue el objetivo principal trazado por el directorio, en el año 2014 fue un año histórico para el club y la provincia de Carchi, ya que por primera vez se iba a organizar un torneo de fútbol profesional avalado por la Federación Ecuatoriana de Fútbol y el club iba a ser parte de ello, es histórico porque por primera vez consigue puntos y victorias en la era profesional, el debut profesional del club fue el 4 de mayo de 2014 en el partido válido por la Fecha 2 del Campeonato Provincial de Segunda Categoría 2014 ante el Club Deportivo Oriental de Tulcán y el resultado final fue 1 - 1; día que quedará en la historia del club por su debut profesional. Por cosas del fútbol el club se queda sin ninguna posibilidad de clasificar a la siguiente fase al caer derrotado ante el mismo rival del debut con un marcador de 3 - 1, partido que era clave en las aspiraciones del 04 FC que tras la derrota quedó al margen del torneo.
El campeonato de 2014 el club finalizó en la cuarta posición y el sueño de representar a la provincia en los zonales de segunda categoría se desvaneció, se cometieron muchos errores pero el objetivo siempre fue progresar como equipo con jugadores jóvenes que ganen experiencia para afrontar nuevos retos en el futuro torneo de Segunda, así para el torneo 2015 la directiva decide realizar incorparaciones de alto nivel y renombre nacional, de esta forma se ficha al destacado jugador ecuatoriano Armando Paredes, figura excluyente de varios equipos ecuatorianos y de amplio recorrido en el balompié nacional.    
Para el 2015 el club mejora su rendimiento en el torneo de Segunda Categoría de Carchi y representará a la provincia en los zonales provinciales por un cupo a la Serie B del fútbol profesional ecuatoriano, el club en estos torneos ha desarrollado una rivalidad deportiva interesante con el Club Atlético Tulcán con el cual ha protagonizado intensos y emocionantes partidos, se lo puede considerar como su rival acérrimo y con el que disputa el clásico de Tulcán.